# 1962-es Formula–1 világbajnokság

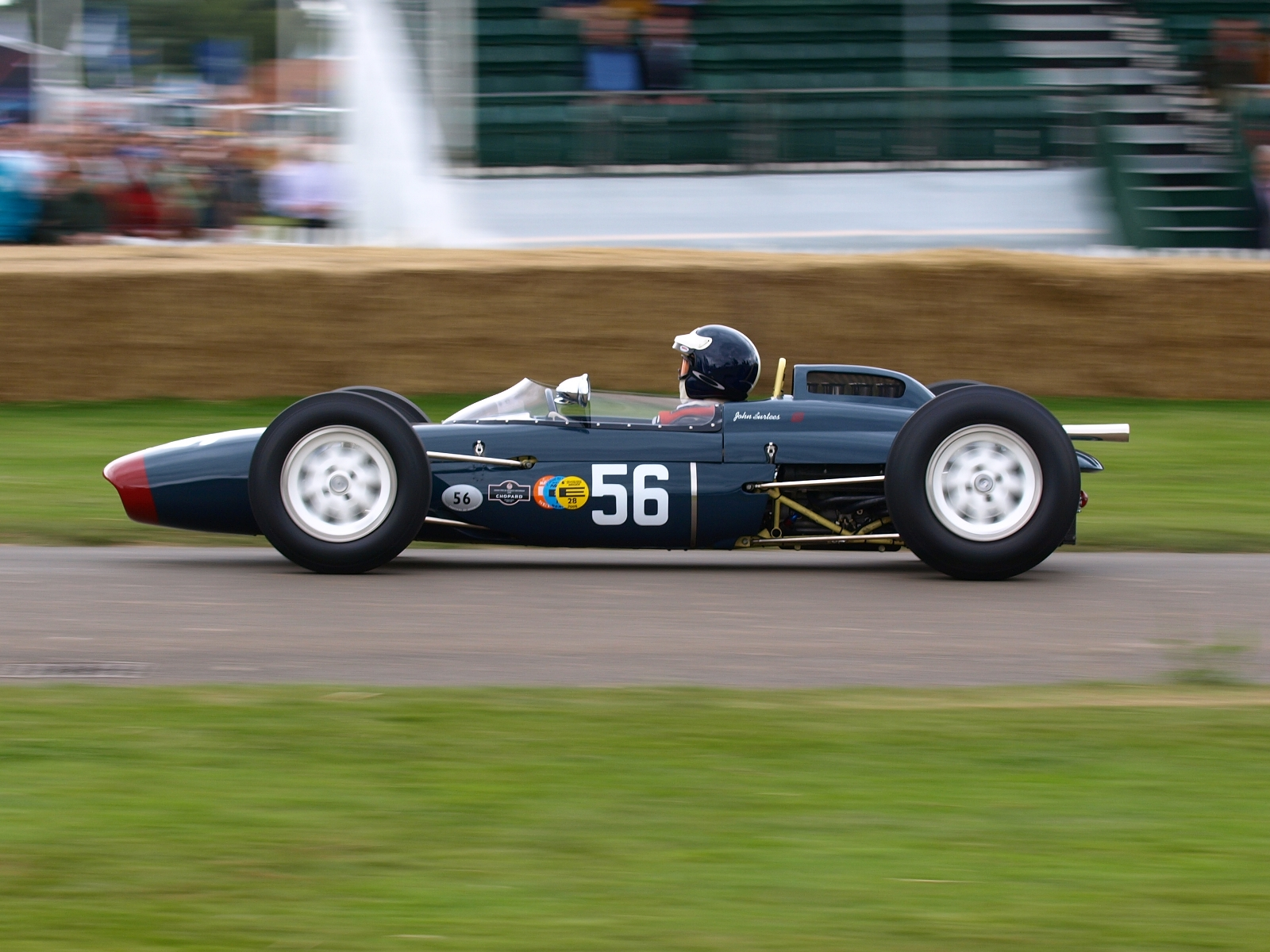
Lola Mk4

Az 1962-es Formula–1-es szezon volt a 13. FIA Formula–1 világbajnoki szezon. 1962. május 20-ától december 29-éig tartott. Forradalmi változások következtek be az autóversenyzésben, a farmotoros meghajtás vált egyeduralkodóvá. A repülőgépgyártásban használt szuperkönnyű és mégis nagy szilárdságú anyagok bekerültek a Formula–1 es kocsikba. Colin Chapman konstruktőr már a versenyzőre szabta rá az autót, komplett egészként kezelve a motort, a futóművet és a kocsiszekrényt. Cooper Owen Maddock és Bruce McLaren együtt készített egy új Coopert, míg Eric Broadley elkészítette a Lola Mk4-est. Ron Tauranac pedig a világbajnok Jack Brabhamnak tervezett egy versenygépet, így Brabham volt az első akinek nevét autó viselte a bajnokságban. Enzo Ferrari pedig leszerződtette Mario Forghieri fiatal mérnököt, a későbbi csodagépek világhírű tervezőjét.
Új helyszínel bővült a versenynaptár: a dél-afrikai nagydíj lett az évadzáró verseny.

## A szezon menete

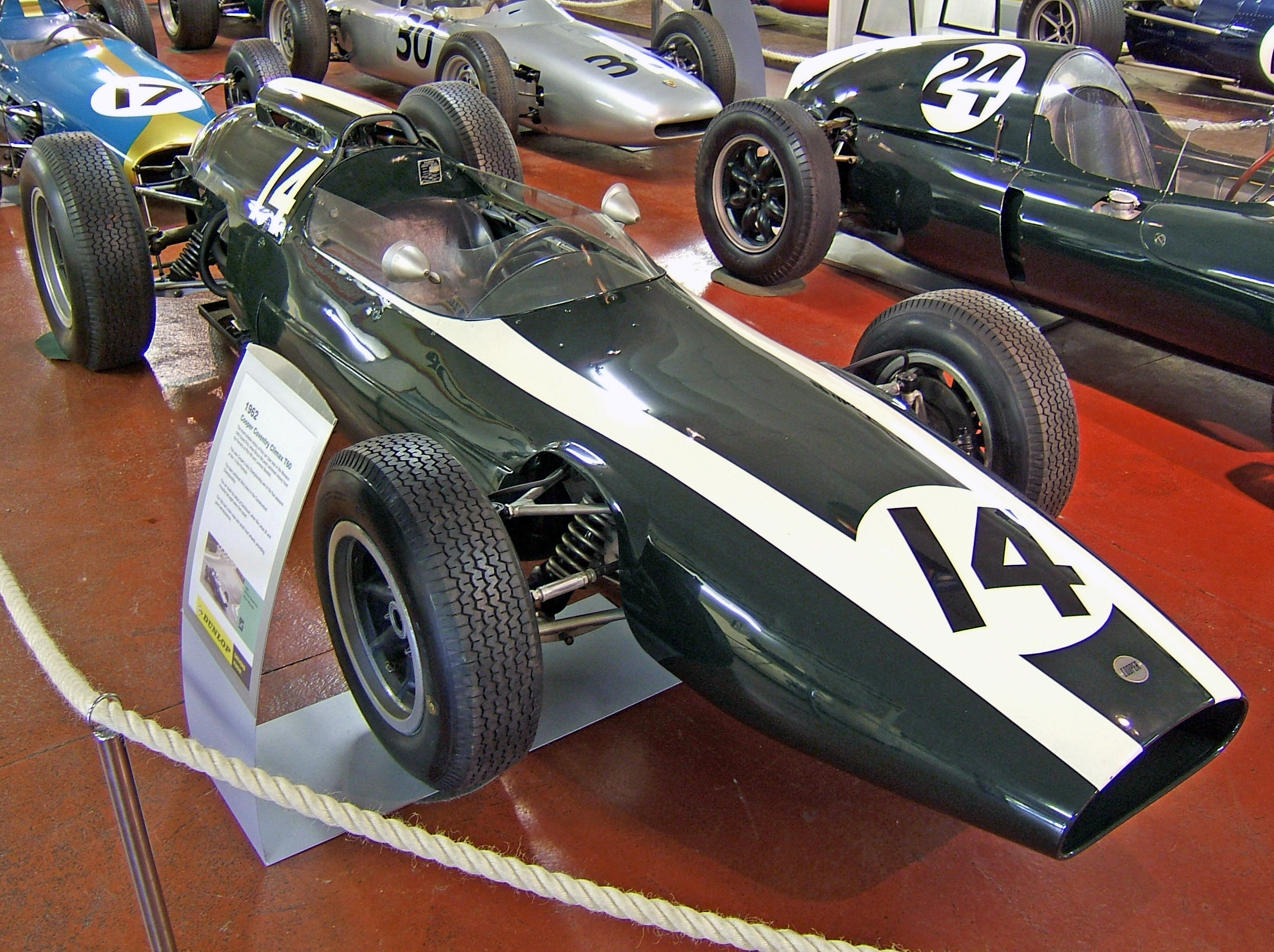
Cooper T60

Az évad előtti télen Tony Brooks visszavonult, helyére a korábbi ferraris Richie Ginther érkezett a BRM-hez, aki Graham Hill csapattársa lett. A címvédő Ferrari Phil Hill mellé két új versenyzőt: Giancarlo Baghettit és Ricardo Rodríguezt szerződtette. Jack Brabham elhagyta Coopert, hogy saját csapatot alapítson (az évad első felében egy Lotus 24-essel versenyzett). A Coopernél ezt követően Tony Maggst szerződtették Bruce McLaren mellé. Innes Ireland a British Racing Partnershiphez csatlakozott, így a Team Lotus leigzolta Trevor Taylort Jim Clark mellé. Egy hónappal az évadnyitó verseny előtt Stirling Moss balesetet szenvedett BRP Lotus 18-asával a Glover Trophyn, Goodwoodban. Moss soha többé nem vett részt Formula–1-es versenyen.
A Lotus elkészítette a 24-es modellt a privát versenyzők számára, majd a gyári csapatnak megépítették a Lotus 25-öst, az első önhordó karosszériás autót a sportágban.
Reg Parnell csapatának (Yeoman Credit team) a Lola készített autót, versenyzőjük John Surtees és Roy Salvadori volt.
A szezonnyitó holland nagydíjon Surtees szerezte meg a pole, az első rajtsorban mellőle Hill és Clark indult. A vezetést Clark szerezte meg Hill előtt, míg Dan Gurney harmadiknak jött fel a Porschével. Brabham hamar kiesett, amikor összeütközött Rodríguezzel, míg Surtees keresztlengőkarjának meghibásodása miatt balesetet szenvedett (szerencsére nem sérült meg). Ezt követően Clark kuplunghiba miatt kiállt, Hill vette át a vezetést. A verseny nagy részében Phil Hill haladt a második helyen, de az utolsó körökben megelőzte Taylor, így harmadik lett Baghetti előtt.
Monacóban az esős időmérő edzést Clark nyerte Graham Hill és McLaren előtt. A verseny napján az égbolt borult, a pálya nedves volt. A rajt után Hill és McLaren került az élre, míg Clark lassabb autók mögé szorult be. Ginther gázadagolója beragadt, ezért nekiütközött Maurice Trintignant és Ireland Lotusának, a balesetbe Gurney és Taylor is belekerült. Willy Mairesse még az első körben, a hajtűkanyarnál megcsúszott, és a mezőny végére került. Az első kör végén McLaren vezetett Graham Hill, Phil Hill, Jo Bonnier, Lorenzo Bandini és Clark előtt. Az élen McLaren és Hill többször váltotta egymást az élen, 10 kört követően azonban Hill egyre nagyobb előnnyel vezetett. P. Hill visszaesett Brabham és Clark mögé. A 22. körben Clark megelőzte Brabhamet a harmadik helyért, majd hat körrel később McLarent is megelőzte. Ezután megközelítette a vezető Hillt, de az 55. körben kuplunghiba miatt kiesett. Hill ezt követően 48 másodperccel vezetett McLaren előtt. Mögötte Brabham haladt, de a 76. körben Phil Hill megelőzte, egy körrel később pedig a Casino kanyarban hibázott, felfüggesztése emiatt meggörbült. Hill BRM-je füstölni kezdett, majd a 93. körben autója megállt. A vezetést McLaren vette át, hét körrel később pedig győzött is a Cooperrel. Mögötte Phil Hill és Bandini Ferrarija ért célba.
A Porsche a stuttgarti dolgozók sztrájkja miatt kihagyta a következő belga nagydíjat, ahol Graham Hill szerezte meg a pole-t McLaren és Taylor előtt. Clark mechanikai probléma miatt és egy új motorra kellett várnia, Taylor autóját használva a 12. helyet szerezte meg. Hill megtartotta a vezetést a rajtnál, de McLaren még támadta az első körben. Clark jó rajtjával harmadiknak jött fel. A skót a 9. körben került az élre, majd egyre nagyobb előnnyel vezetett. A 26. körben Mairesse és Taylor nagy sebességnél összeütközött. A Lotus egy póznának ütközött, míg a Ferrari lángra lobbant. Mindkét versenyző szerencsés módon apró sérüléssel túlélte a balesetet. Clark nagy előnnyel győzött Graham Hill előtt, míg Phil Hill néhány tizeddel Rodríguez előtt ért célba a harmadik helyen.

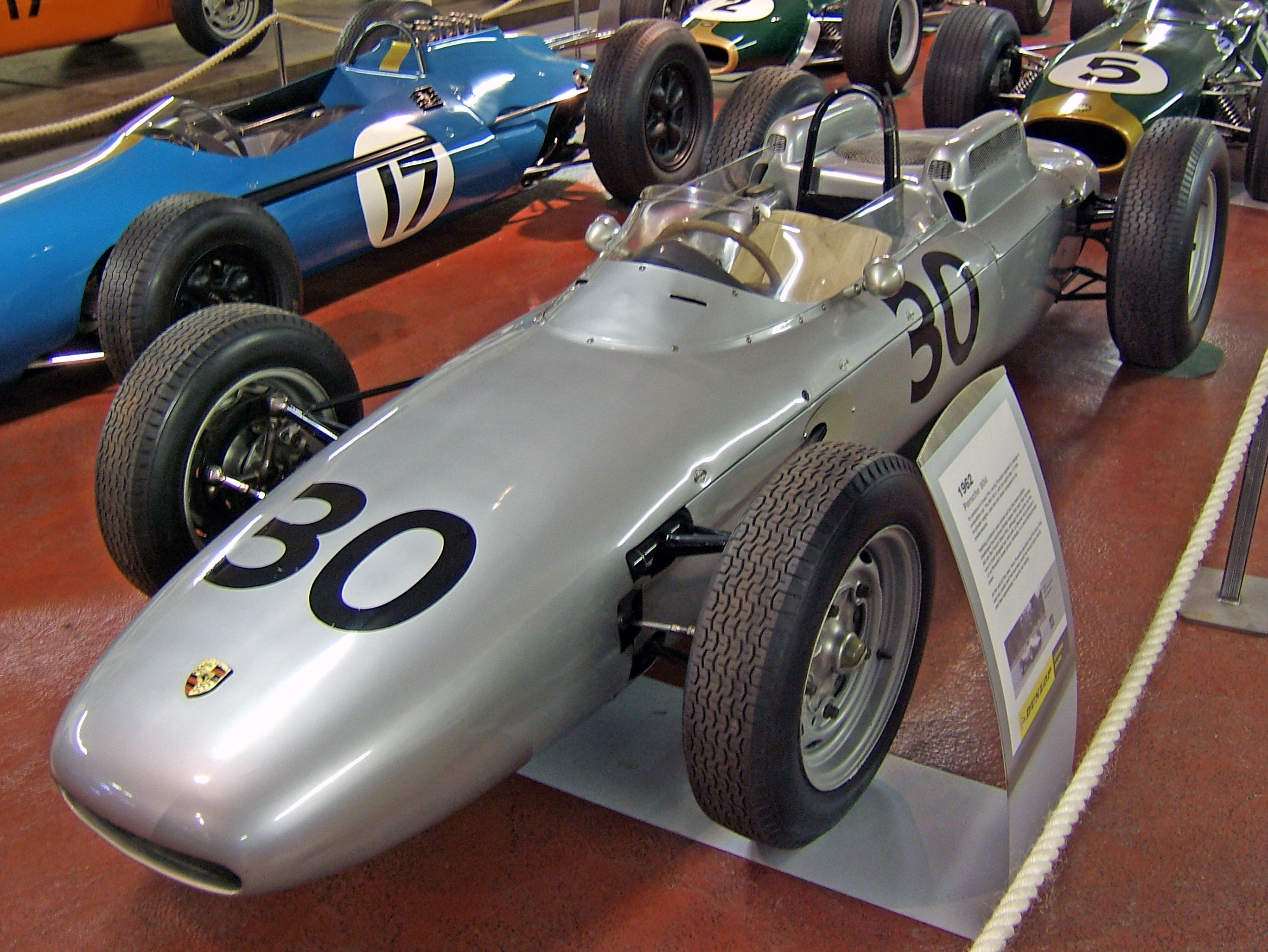
Porsche 804

A francia nagydíjat 1957 után ismét Rouen-ban tartották, amelyet ezúttal a Ferrari hagyott ki az ipari dolgozók sztrájkja miatt. Clark autózta a leggyorsabb időt az edzésen Hill BRM-je és McLaren Cooperje előtt. A vezetést Hill szerezte meg a rajt után Surtees, Clark, McLaren és Brabham előtt. McLaren 10 kört követően váltóhiba miatt balesetet szenvedett, de folytatni tudta a versenyt, mivel autóját a boxban megjavították. Brabham felfüggesztési hiba miatt ki, míg Surtees a 13. körben üzemanyag-ellátási probléma miatt nyolcadiknak esett vissza. Ezután Hill vezetett Clark, Gurney és Bonnier előtt, aki mechanikai probléma miatt hamarosan kiesett. A 30. körben Hill a lekörözendő Jack Lewisnak ütközött, mivel a privát versenyzőt fékhiba hátráltatta. Clark állt az élre, de felfüggesztési hiba miatt 3 kör után kiesett. Ezután Hillé lett újra a vezetés, de az utolsó körökben motorprobléma hátráltatta és gyorsan esett vissza a mezőnyben. Ezzel Gurney került az élre, majd megszerezte saját, és a Porsche csapat első futamgyőzelmét. Tony Maggs második lett a Cooperrel Richie Ginther előtt, aki az utolsó körökben a gázt kézzel adagolta, mivel a kábel leszakadt a pedálról.
A brit nagydíjat az előző év után ismét Aintree-ben rendezték, ezúttal már minden jelentős csapat részt vett a nagydíjon. Az edzésen Clark szerezte meg a pole-t Surtees és Ireland előtt, míg McLaren és Graham Hill a második sorból rajtolt. Irelandet a rajtnál váltóhiba hátráltatta, így Clark szerezte meg a vezetést Surtees, Gurney és McLaren előtt. Brabham jó rajtjának köszönhetően megelőzte Hill BRM-jét, de Hill visszavette helyezését a 7. körben a privát Lotustól. Clark egyre nagyobb előnnyel vezetett Surtees előtt, míg Gurney kuplunghiba miatt McLaren majd Graham Hill és Brabham mögé esett vissza. A versenyt Clark közel egy perc előnnyel nyerte.

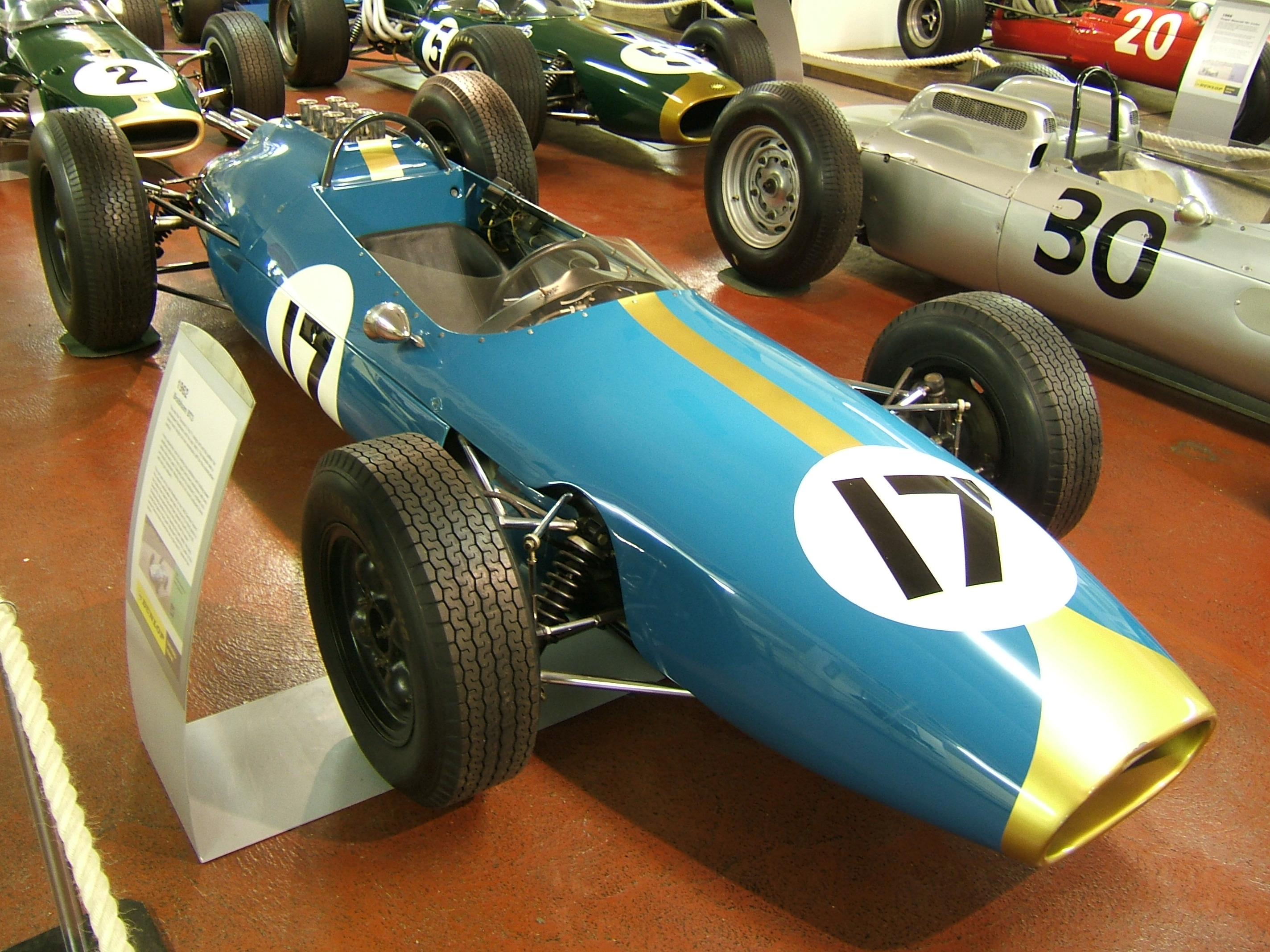
Brabham BT3

A szezon elejét egy Lotus 24-essel teljesítő Brabham a német nagydíjon már a Brabham BT3-assal indult. Az edzéseken Graham Hill és Maggs is balesetet szenvedett de egyikük sem sérült meg. A pole-t Gurney szerezte meg G. Hill, Clark és Surtees előtt. A verseny napján heves esőzések voltak az Eifel-hegységben. Clark a rajtnál a rajtrácson ragadt, mivel elfelejtette bekapcsolni üzemanyagszivattyúját, így a vezetést Gurney szerezte meg Hill előtt. Surtees Phil Hill megelőzésével harmadiknak jött fel, míg Graham Hill a harmadik körben Gurney megelőzésével az élre állt. Az amerikai elkezdett visszaesni, mivel a Porsche akkumulátorjával probléma adódott, Surtees az ötödik körben előzte meg a második helyért. Clark eközben negyediknek jött fel a 8. körre. Miután Gurney problémája megoldódott, újra támadni tudta Surteest. Az első három versenyző a leintésig közel maradt egymáshoz, Graham Hill két másodperc előnnyel győzött Surtees és Gurney előtt. Clark negyedik, McLaren ötödik, Rodríguez hatodik lett.
Az olasz nagydíj szervezői elvetették, hogy a versenyt a döntött pályán tartsák, így a futam a "hagyományos" 5,7 kilométeres pályán zajlott. Az időmérő edzésen Clark és G. Hill küzdött a pole-pozícióért, amit végül Clark szerzett meg 3 tizedmásodperccel Hill, Ginther és McLaren előtt. A rajtnál Clark még meg tudta tartani az elsőséget, de Hill erősebb motorjának köszönhetően az első kör végén már vezetett. Ginther harmadik volt kettejük mögött, így amikor Clark a 3. körben váltóhiba miatt lelassult, a két BRM került az első két helyre. Ginthert a harmadik Surtees támadta, mögöttük McLaren harcolt a két Porschével. Surtees a 42. körben motorhiba miatt kiesett, így Hill és Ginther nagy előnnyel kettős győzelmet szerzett a BRM-nek. McLaren végzett a harmadik helyen, Mairesse Ferrarija előtt. Hill győzelme nem volt elegendő a világbajnoki címhez, de jó pozícióban várhatta az utolsó két futamot.
Mivel nem maradt a világbajnoki címre esélyes versenyzője, a Ferrari már nem küldte el az Egyesült Államokba autóit. Brabham Watkins Glenben visszatért a mezőnybe a továbbfejlesztett BT3-assal, de részt vett a nagydíjon számos helyi versenyző is. Clarké lett a legjobb idő az edzésen Ginther, Hill, Gurney és Brabham előtt.

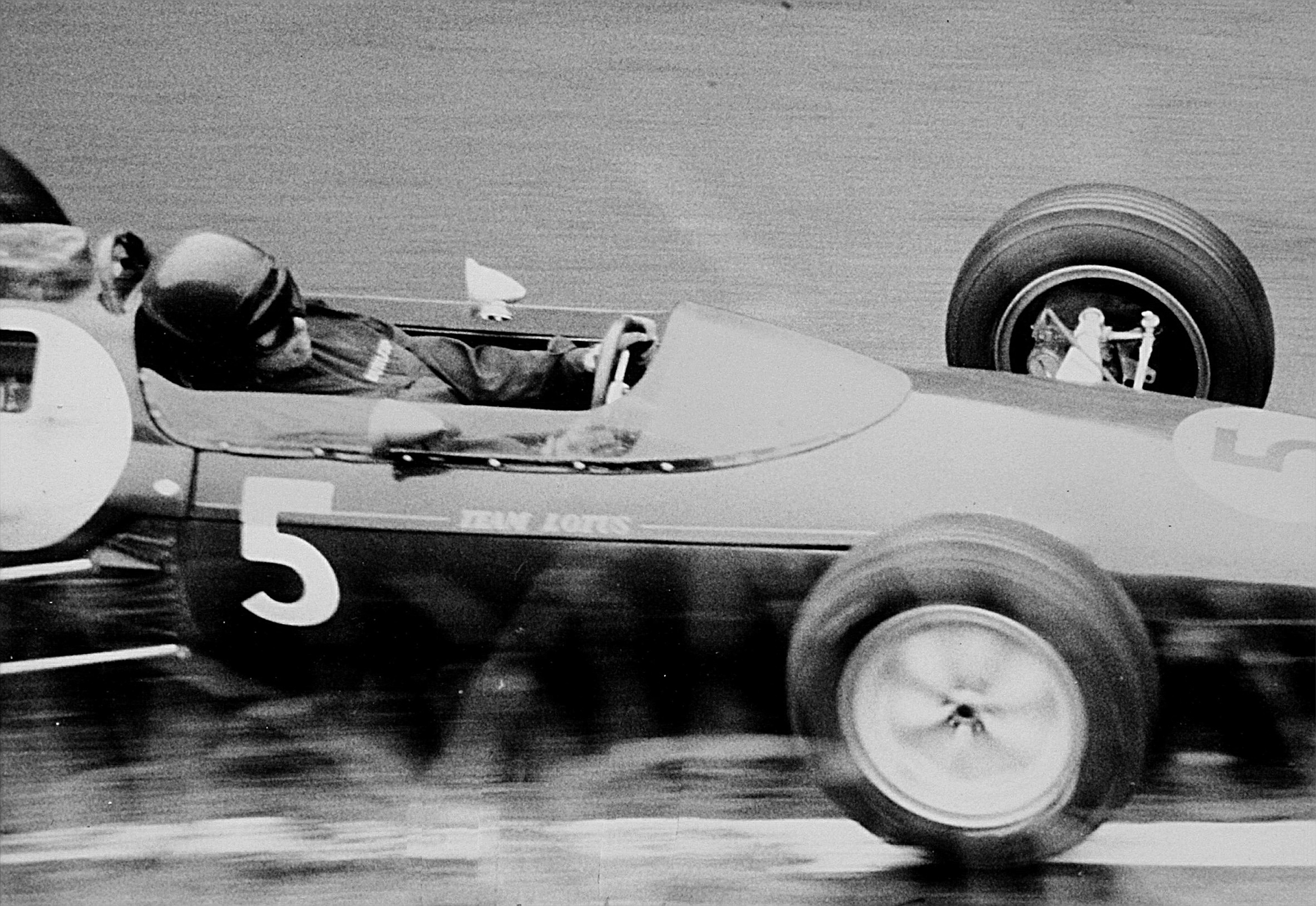
Clark a német nagydíjon

Clark a rajtnál megtartotta a vezetést Hill és Ginther előtt, míg Brabham negyediknek jött fel. Gurney Brabham után Ginthert is megelőzte, így harmadiknak jött fel. A 12. körben Hill az élre állt, de Clark a 19. körben visszaszerezte az elsőséget. Mögöttük Gurney és Ginther harcolt egymással a 35. körig, amikor Ginther motorhiba miatt kiesett. Gurney mögé ezután megérkezett McLaren, az amerikai az 57. körben a Cooper mögé esett vissza, majd az utolsó körökben Brabham is megelőzte Gurneyt. Clark győzelmének köszönhetően életben tartotta világbajnoki esélyét. A Lotusos (pontegyenlőséggel) akkor szerezhette volna meg a bajnoki címet, ha megnyeri az utolsó futamot.
A nagydíjat követően megrendezték a nem világbajnoki mexikói nagydíjat, ahol Rodríguez baleset következtében meghalt egy Rob Walker-Lotusban. Ezután két versenyt rendezték Dél-afrikában (Kyalamiban Clark, míg Durbanben Taylor nyert), az utóbbi versenyen meghalt Gary Hocking, szintén egy Lotusban.
Az évad utolsó világbajnoki versenyét East-Londonban rendezték december végén. Ez volt az első dél-afrikai nagydíj, amelyre 90 ezer néző látogatott ki összesen. Clark szerezte meg a pole-t Hill, Brabham és Ireland előtt. A rajtnál Clark megtartotta a vezetést, míg Hill a továbbiakban nem tudta tartani a skót tempóját. Eközben a harmadik helyért McLaren, Surtees és Maggs harcolt egymással. 20 kör után Clark 13 másodperccel vezetett, Surtees pedig kiesett motorhiba miatt. 25 körrel a leintés előtt Clark Lotusa füstölni kezdett, a 62. körben pedig a boxba hajtott olajszivárgás miatt. Hill ezzel megszerezte a világbajnoki címet, majd megnyerte a versenyt is McLaren és Maggs Cooperje, valamint Brabham előtt.
Graham Hill 42 ponttal szerezte meg első egyéni bajnoki címét Clark (30), McLaren (27) és Surtees (19) előtt. A BRM 42 ponttal konstruktőri bajnok lett a 36 pontos Lotus és a 29 pontot szerző Cooper előtt.

## Futamok
|     | Verseny             | Dátum          | Helyszín          | Pályarajz | Győztes versenyző | Konstruktőr   | Összefoglaló |
| --- | ------------------- | -------------- | ----------------- | --------- | ----------------- | ------------- | ------------ |
| 103 | holland nagydíj     | Május 20.      | Zandvoort         |           | Graham Hill       | BRM           | Összefoglaló |
| 104 | monacói nagydíj     | Június 3.      | Monaco            |           | Bruce McLaren     | Cooper-Climax | Összefoglaló |
| 105 | belga nagydíj       | Június 17.     | Spa-Francorchamps |           | Jim Clark         | Lotus-Climax  | Összefoglaló |
| 106 | francia nagydíj     | Július 8.      | Rouen-Les-Essarts |           | Dan Gurney        | Porsche       | Összefoglaló |
| 107 | brit nagydíj        | Július 21.     | Aintree           |           | Jim Clark         | Lotus-Climax  | Összefoglaló |
| 108 | német nagydíj       | Augusztus 5.   | Nürburgring       |           | Graham Hill       | BRM           | Összefoglaló |
| 109 | olasz nagydíj       | Szeptember 16. | Monza             |           | Graham Hill       | BRM           | Összefoglaló |
| 110 | amerikai nagydíj    | Október 7.     | Watkins Glen      |           | Jim Clark         | Lotus-Climax  | Összefoglaló |
| 111 | dél-afrikai nagydíj | December 29.   | Prince George     |           | Graham Hill       | BRM           | Összefoglaló |

## Bajnokság végeredménye

### Versenyzők
Pontozás:
| Helyezés | 1. | 2. | 3. | 4. | 5. | 6. | 7.-20. |
| -------- | -- | -- | -- | -- | -- | -- | ------ |
| Pont     | 9  | 6  | 4  | 3  | 2  | 1  | 0      |

| Helyezés | Versenyző               | NED | MON | BEL | FRA | GBR | GER | ITA | USA | RSA | Pontszám |
| -------- | ----------------------- | --- | --- | --- | --- | --- | --- | --- | --- | --- | -------- |
| 1        | Graham Hill             | 1   | 6   | 2   | 9   | 4   | 1   | 1   | 2   | 1   | 42 (52)  |
| 2        | Jim Clark               | 9   | Ki  | 1   | Ki  | 1   | 4   | Ki  | 1   | Ki  | 30       |
| 3        | Bruce McLaren           | Ki  | 1   | Ki  | 4   | 3   | 5   | 3   | 3   | 2   | 27 (32)  |
| 4        | John Surtees            | Ki  | 4   | 5   | 5   | 2   | 2   | Ki  | Ki  | Ki  | 19       |
| 5        | Dan Gurney              | Ki  | Ki  |     | 1   | 9   | 3   | 13  | 5   |     | 15       |
| 6        | Phil Hill               | 3   | 2   | 3   |     | Ki  | Ki  | 11  |     |     | 14       |
| 7        | Tony Maggs              | 5   | Ki  | Ki  | 2   | 6   | 9   | 7   | 7   | 3   | 13       |
| 8        | Richie Ginther          | Ki  | Ki  | Ki  | 3   | 13  | 8   | 2   | Ki  | 7   | 10       |
| 9        | Jack Brabham            | Ki  | 8   | 6   | Ki  | 5   | Ki  |     | 4   | 4   | 9        |
| 10       | Trevor Taylor           | 2   | Ki  | Ki  | 8   | 8   | Ki  | Ki  | 12  | Ki  | 6        |
| 11       | Giancarlo Baghetti      | 4   |     | Ki  |     |     | 10  | 5   |     |     | 5        |
| 12       | Lorenzo Bandini         |     | 3   |     |     |     | Ki  | 8   |     |     | 4        |
| 13       | Ricardo Rodríguez       | Ki  |     | 4   |     |     | 6   | 14  |     |     | 4        |
| 14       | Willy Mairesse          |     | 7   | Ki  |     |     |     | 4   |     |     | 3        |
| 15       | Joakim Bonnier          | 7   | 5   |     | Ki  | Ki  | 7   | 6   | 13  |     | 3        |
| 16       | Innes Ireland           | Ki  | Ki  | Ki  | Ki  | 16  |     | Ki  | 8   | 5   | 2        |
| 17       | Carel Godin de Beaufort | 6   | NK  | 7   | 6   | 14  | 13  | 10  | Ki  | 11  | 2        |
| 18       | Masten Gregory          | Ki  | NK  | Vi  | Ki  | 7   |     | 12  | 6   |     | 1        |
| 19       | Neville Lederle         |     |     |     |     |     |     |     |     | 6   | 1        |
| 20       | Maurice Trintignant     |     | Ki  | 8   | 7   |     | Ki  | Ki  | Ki  |     | 0        |
| 21       | Jackie Lewis            | 8   | NK  |     | Ki  | 10  | Ki  |     |     |     | 0        |
| 22       | John Love               |     |     |     |     |     |     |     |     | 8   | 0        |
| 23       | Nino Vaccarella         |     | NK  |     |     |     | 15  | 9   |     |     | 0        |
| 24       | Lucien Bianchi          |     |     | 9   |     |     | 16  |     |     |     | 0        |
| 25       | Roger Penske            |     |     |     |     |     |     |     | 9   |     | 0        |
| 26       | Bruce Johnstone         |     |     |     |     |     |     |     |     | 9   | 0        |
| 27       | Jo Siffert              |     | NK  | 10  | Ki  |     | 12  | NK  |     |     | 0        |
| 28       | Rob Schroeder           |     |     |     |     |     |     |     | 10  |     | 0        |
| 29       | Ernie Pieterse          |     |     |     |     |     |     |     |     | 10  | 0        |
| 30       | Ian Burgess             |     |     |     |     | 12  | 11  | NK  |     |     | 0        |
| 31       | Tony Settember          |     |     |     |     | 11  |     | Ki  |     |     | 0        |
| 32       | John Campbell-Jones     |     |     | 11  |     |     |     |     |     |     | 0        |
| 33       | Hap Sharp               |     |     |     |     |     |     |     | 11  |     | 0        |
| 34       | Heini Walter            |     |     |     |     |     | 14  |     |     |     | 0        |
| 35       | Jay Chamberlain         |     |     |     |     | 15  | NK  | NK  |     |     | 0        |
| —        | Wolfgang Seidel         | HN  |     |     |     | Ki  | NK  |     |     |     | 0        |
| —        | Roy Salvadori           | Vi  | Ki  |     | Ki  | Ki  | Ki  | Ki  |     | Ki  | 0        |
| —        | Tony Shelly             |     |     |     |     | Ki  | NK  | NK  |     |     | 0        |
| —        | Keith Greene            |     |     |     |     |     | Ki  | NK  |     |     | 0        |
| —        | Ben Pon                 | Ki  |     |     |     |     |     |     |     |     | 0        |
| —        | Heinz Schiller          |     |     |     |     |     | Ki  |     |     |     | 0        |
| —        | Bernard Collomb         |     |     |     |     |     | Ki  |     |     |     | 0        |
| —        | Timmy Mayer             |     |     |     |     |     |     |     | Ki  |     | 0        |
| —        | Doug Serrurier          |     |     |     |     |     |     |     |     | Ki  | 0        |
| —        | Mike Harris             |     |     |     |     |     |     |     |     | Ki  | 0        |
| —        | Günther Seiffert        |     |     |     |     |     | NK  |     |     |     | 0        |
| —        | Gerry Ashmore           |     |     |     |     |     |     | NK  |     |     | 0        |
| —        | Ernesto Prinoth         |     |     |     |     |     |     | NK  |     |     | 0        |
| —        | Roberto Lippi           |     |     |     |     |     |     | NK  |     |     | 0        |
| —        | Nasif Estéfano          |     |     |     |     |     |     | NK  |     |     | 0        |
| Helyezés | Versenyző               | NED | MON | BEL | FRA | GBR | GER | ITA | USA | RSA | Pontszám |

### Konstruktőrök
| Helyezés | +/- | Gyártó            | Gumi | Start | Győzelmek | Dobogó | Első rh | Leggy. kör | Pont   |
| -------- | --- | ----------------- | ---- | ----- | --------- | ------ | ------- | ---------- | ------ |
| 1        | +4  | BRM               | D    | 9     | 4         | 8      | 1       | 3          | 42(56) |
| 2        | 0   | Lotus-Climax      | D    | 9     | 3         | 4      | 7       | 5          | 36(38) |
| 3        | +1  | Cooper-Climax     | D    | 9     | 1         | 7      | 0       | 1          | 29(37) |
| 4        | +13 | Lola-Climax       | D    | 7     | 0         | 2      | 0       | 0          | 19     |
| 5        | -2  | Porsche           | D    | 9     | 1         | 2      | 1       | 0          | 18(19) |
| 6        | -5  | Ferrari           | D    | 6     | 0         | 4      | 0       | 0          | 18     |
| 7        | +10 | Brabham-Climax    | D    | 3     | 0         | 0      | 0       | 0          | 6      |
| 8        | +9  | Lotus-BRM         | D    | 6     | 0         | 0      | 0       | 0          | 1      |
| 9        | 0   | De Tomaso-Osca    | D    | 1     | 0         | 0      | 0       | 0          | 0      |
| 10       | 0   | De Tomaso         | D    | 1     | 0         | 0      | 0       | 0          | 0      |
| 11       | +5  | LDS-Alfa Romeo    | D    | 1     | 0         | 0      | 0       | 0          | 0      |
| 12       | +4  | Gilby-Climax      | D    | 3     | 0         | 0      | 0       | 0          | 0      |
| 13       | +3  | ENB-Maserati      | D    | 1     | 0         | 0      | 0       | 0          | 0      |
| 14       | +2  | Emeryson-Climax   | D    | 4     | 0         | 0      | 0       | 0          | 0      |
| 15       | +1  | Cooper-Alfa Romeo | D    | 2     | 0         | 0      | 0       | 0          | 0      |